# Михайленки (Кременчугский район)
Михайленки (укр. Михайленки) — село, Ялинцовский сельский совет, Кременчугский район, Полтавская область, Украина.
Код КОАТУУ — 5322487004. Население по переписи 2001 года составляло 113 человек.

## Географическое положение
Село Михайленки находится в 2-х км от левого берега реки Днепр,
выше по течению примыкает к сёлу Киндровка, ниже по течению — к селу Кривуши.

## История
- Есть на карте 1826-1840 годов как Крауши.[2]

- В 1911 году на хуторе Михайленков была Рождества Богородицы церковь приписанная к Преображенской в Власовке, церковно-приходская школа и жило 217 человек.[3]